# Luigi Accattoli
Luigi Accattoli (Recanati, 9 dicembre 1943) è un saggista, giornalista e vaticanista italiano.

## Biografia
Dopo essere stato in gioventù condirettore di Ricerca, la rivista degli universitari cattolici della FUCI, e del Regno (quindicinale bolognese di informazione religiosa), Accattoli inizia la carriera lavorando per il Foglio di Bologna e Modena, quotidiano che esce per soli cinque mesi nel 1975.
Lavora per La Repubblica - a partire dai "numeri zero" in vista della prima uscita in edicola nel 1976 - come vaticanista. Nel 1981 inizia a scrivere sul Corriere della Sera e collabora anche al Regno. È in pensione dalla fine del 2008. I suoi libri sono stati tradotti in varie lingue.

## Opere
- Cerco fatti di Vangelo. Inchiesta di fine millennio sui cristiani d'Italia, Torino,  Società editrice internazionale, 1995. ISBN 88-05-05499-2 - Terza ristampa 1997
- Quando il papa chiede perdono. Tutti i mea culpa di Giovanni Paolo II, Milano, Mondadori, 1997. ISBN 88-04-42452-4 - Tradotto in otto lingue
- Karol Wojtyla. L'uomo di fine millennio, Cinisello Balsamo, Edizioni San Paolo, 1998. ISBN 88-215-3868-0 - Tradotto in nove lingue.
- Chiamatemi Karol. 365 motti di Papa Wojtyla raccolti ed interpretati da Luigi Accattoli, Milano, Mondadori, 1999. ISBN 88-04-47146-8
- Io non mi vergogno del Vangelo. Dieci provocazioni per la vita quotidiana del cristiano comune, Bologna, EDB, 1999. ISBN 88-10-50946-3 - Decima ristampa 2008
- Nuovi martiri. 393 storie cristiane nell'Italia di oggi, Cinisello Balsamo, Edizioni San Paolo, 2000. ISBN 88-215-4192-4 - Seconda edizione 2000
- Non stancatevi del Vangelo. Un vescovo e un papà ai catechisti e agli educatori, con Lanfranconi Dante, Bologna, EDB, 2001. 2ª ed.
- Dimmi la tua regola di vita. Cinque tracce dell'avventura cristiana nella città mondiale, Bologna, EDB, 2002. ISBN 88-10-51002-X
- Islam. Storie italiane di buona convivenza, Bologna, EDB, 2004. ISBN 88-10-51026-7
- Il padre nostro e il desiderio di essere figli. Vademecum di un giornalista per abitare a lungo nella preghiera di Gesù, Bologna, EDB, 2005. ISBN 88-10-51038-0 - Seconda ristampa 2006
- Via Crucis. Schema biblico di Giovanni Paolo II, Bologna, EDB, 2006.
- Giovanni Paolo. La prima biografia completa, Cinisello Balsamo, Edizioni San Paolo, 2006. ISBN 88-215-5562-3
- I giorni in cui il mondo si è fermato. Omaggio a Giovanni Paolo II, con Cito Pier Paolo, Milano, Corbaccio, 2008. ISBN 978-88-7972-979-6
- Civiltà del Natale, con Pepi Merisio, Roma, Ecra - Edizioni del Credito Cooperativo, 2008.
- Cerco fatti di Vangelo 2. 139 storie italiane, Bologna, EDB, 2011. ISBN 978-88-10-51099-5 - Seconda ristampa 2011
- Cerco fatti di Vangelo 3. 135 nuove storie italiane dei nostri giorni, EDB 2012
- Solo dinanzi all'Unico. Luigi Accattoli a colloquio con il Priore della Certosa di Serra San Bruno, Soveria Mannelli, Rubbettino, 2011. ISBN 978-88-498-3131-3
- La radice di un grande albero: Francesco Canova medico, missionario, cosmopolita, Cinisello Balsamo, Edizioni San Paolo, 2013. ISBN 978-88-215-7774-1
- La strage di Farneta. Storia sconosciuta dei dodici certosini fucilati dai tedeschi nel 1944,  Soveria Mannelli, Rubbettino, 2013. ISBN 9788849839869
- Il Vescovo di Roma. Gli esordi di Papa Francesco, EDB, Bologna, 2014. ISBN 9788810565018
- Maria Ines, hai visto che non ho messo le scarpe rosse? Detti memorabili di Papa Francesco, Firenze, Edizioni Clichy, 2016. ISBN 9788867992850
- C'era un vecchio gesuita "furbaccione". 100 + 10 parabole di papa Francesco, in collaborazione con Ciro Fusco, Paoline, Milano, 2020. ISBN 9788831551540
- Gianni Baget Bozzo, Per una teologia dell'omosessualità, a cura di Luigi Accattoli, Milano, Luni, 2020. ISBN 9788879847087